# Ctenocalops brevicillus
Ctenocalops brevicillus là một loài tò vò trong họ Ichneumonidae.